# Association des femmes africaines en mathématiques
Pour les articles homonymes, voir AWMA.
L'Association des femmes africaines en mathématiques (African Women in Mathematics Association, AWMA) est une société professionnelle dont la mission est de promouvoir les mathématiques auprès des femmes et des filles africaines, de soutenir les carrières des femmes en mathématiques, de créer l'égalité des chances et de traitement dans la communauté mathématique africaine et de créer une réunion. place pour les femmes africaines mathématiques. L'AWMA a été fondée en 2013 et compte environ 300 membres de plus de 30 pays et de toutes les régions d'Afrique. Elle organise des événements pour encourager la participation des filles africaines aux mathématiques.

## Histoire
En 1986, l'Union mathématique africaine a fondé la commission sur les femmes et les mathématiques (African Mathematical Union Commission on Women and Mathematics, AMUCWMA). Lors de la conférence 2012 de l'AMUCWMA à Ouagadougou, qui a attiré plus de 70 participants, un panel sur l'état des femmes en mathématiques en Afrique a eu lieu. La principale recommandation du groupe était de créer une association pour les femmes mathématiciens africaines. L'AWUCWMA a tenu une autre conférence peu de temps après en juillet 2013 au Cap. L'un des principaux objectifs de la conférence était de former une association pour les femmes africaines en mathématiques. Le 19 juillet 2013, lors de la conférence, l'Association des femmes africaines en mathématiques a été officiellement créée. L'objectif principal était "la promotion des femmes mathématiciennes en Afrique et la promotion des mathématiques parmi les filles et les femmes en Afrique". 
La première conférence AWMA a eu lieu en juillet 2015 à Naivasha, au Kenya. Le thème de la conférence était Les femmes en mathématiques pour le changement social et les moyens de subsistance durables.  À partir d'octobre 2020, l'association a organisé des séminaires virtuels en raison de la pandémie de Covid-19. Le premier de ces séminaires a été organisé par Aissa Wade sur les structures de contact complexes et les variétés Jacobi.
L'AWMA a collaboré avec l'Union mathématique africaine, le Centre international de mathématiques pures et appliquées et European Women in Mathematics. Ils ont créé leur site Internet en 2015, avec l'aide du comité Femmes en mathématiques de l'Union mathématique internationale.
En coordination avec d'autres organisations de femmes en mathématiques, l'AWMA célèbre les femmes en mathématiques lors de l'Initiative du 12 mai. La date a été choisie pour l'anniversaire de Maryam Mirzakhani.

## Organisation
Lors de la formation de l'organisation, Marie Françoise Ouedraogo a été élue présidente, Joséphine Guidy Wandja vice-présidente pour l'Afrique de l'Ouest, Rebecca Walo Omana vice-présidente pour l'Afrique centrale, Schehrazad Selmane vice-présidente pour l'Afrique du Nord, Yirgalem Tsegaye vice-présidente pour l'Afrique de l'Est, et Sibusiso Moyo vice-présidente pour l'Afrique australe. Le groupe est une organisation à but non lucratif. Les décisions sont prises à la majorité simple et les modifications constitutionnelles sont prises à la majorité des 2/3. Une assemblée générale se tient au moins une fois tous les deux ans. 
L'organisation énumère ses objectifs comme suit :
- Encourager les femmes africaines à entreprendre et à poursuivre leurs études en mathématiques et à promouvoir les mathématiques chez les femmes.
- Soutenir les femmes africaines ayant ou désirant une carrière dans la recherche en mathématiques ou dans des domaines liés aux mathématiques.
- Offrir un lieu de rencontre à ces femmes.
- Favoriser les communications scientifiques internationales entre les femmes africaines dans et entre les domaines des mathématiques.
- Promouvoir l'égalité des chances et l'égalité de traitement des femmes et des hommes dans la communauté mathématique africaine.
- Accroître l'accès des femmes africaines aux avantages socio-économiques des mathématiques.
- Accroître l'accès des femmes africaines aux subventions.
- Assurer le mentorat des étudiantes africaines dans les établissements primaires, secondaires et tertiaires aux niveaux du premier et du troisième cycle.
- Promouvoir la participation de l'AWMA au développement de l'Afrique.
- Coopérer avec des groupes et des organisations poursuivant des objectifs similaires.
- Promouvoir la coopération et l'échange d'idées dans la recherche en mathématiques et l'enseignement des mathématiques.
- Stimuler la communication entre les femmes en mathématiques en Afrique.
- Organiser des séminaires de recherche et des colloques en mathématiques en Afrique.
- Promouvoir les visites en Afrique de femmes et d'hommes éminents en mathématiques d'autres continents et organiser des visites interdépartementales et des visites d'échange.
- Promouvoir les visites dans les pays africains d'éminentes femmes et hommes en mathématiques d'Afrique et de la diaspora africaine.
- Rechercher et maintenir des contacts avec d'autres associations de mathématiques à l'intérieur et à l'extérieur de l'Afrique, à condition que les objectifs et les buts de ces autres associations soient cohérents avec les objectifs et les buts de l'association.
- Produire une publication de recherche et d'information et toute autre publication jugée utile pour la promotion des objectifs ci-dessus.
- Donner des prix et récompenses en mathématiques.
- Pour mener à bien, faire ou traiter tout acte, projet ou entreprise visant à promouvoir les objectifs de l'Association.